# Kilungius
Kilungius is een geslacht van hooiwagens uit de familie Epedanidae.
De wetenschappelijke naam Kilungius is voor het eerst geldig gepubliceerd door Roewer in 1915. 

## Soorten
Kilungius omvat de volgende 2 soorten:
- Kilungius bimaculatus
- Kilungius insulanus